# Zemag Zeitz
«Zemag Zeitz» (ZEMAG является сокращением от Zeitzer Eisengießerei und Maschinenbau AG) — немецкая компания, производившая грузоподъёмную технику, саморазгружающиеся вагоны, а также оборудование для соляной и угольной отраслей. Существовала в период с 1860-х годов до 31 декабря 2004 года.

## История

### 1855—1945. Появление и становление
В 1855 году (по другим источникам, в 1857 году) появилась небольшая машиностроительная компания, именовавшаяся Schäde & Co., чугунолитейный и механический цех (позже эти два цеха стали «чугунолитейным, двигательным и котельным заводом»). Первоначально в штате созданной компании числились десять работников. Основателем и техническим директором фирмы был инженер Герман Шаде. Его советником и спонсором выступал Людвиг Ланге.
В связи с ростом индустриализации в регионах Германии, окружавших центральные месторождения бурого угля, быстро росла и молодая компания, создававшая оборудование для заводов соответствующих областей. 31 декабря 1871 года Schäde & Co. была переименована в Zeitzer Eisengießerei- und Maschinenbau-Actiengesellschaft (ZEMAG).
В 1870-х годах ZEMAG становится ведущим поставщиком оборудования для брикетирования, особенно угольных мельниц, сушилок, а также фабрик и прессов буроугольного брикета. В компании получили патенты изобретатели Роберт Якоби (прессы) и Август Шульц (трубки сушилки), сыгравшие немаловажную роль в разработке своих продуктов.
В 1899 году у ZEMAG появился филиал в городе Кёльн-Эренфельд. Большая часть оборудования буроугольных брикетов (из этого филиала) отправляется в соседнюю угледобывающую Рейнскую область.
Начало XX века. Общая численность сотрудников ZEMAG превышает 1200 человек. В 1911 году, с целью обеспечения рынков и защиты от конкурентов, компания объединилась в картель с Maschinenfabrik Buckau. Соглашение возобновлялось в 1922 году и 1932 году.
Вплоть до Второй мировой войны портфель продуктов компании постепенно увеличивается. В этот период ZEMAG поставляет комплекты для брикетирования, машины и оборудование для угледобывающей и перерабатывающей отраслей, а также технику и оборудование для других добывающих отраслей. Поставки осуществляются как внутри страны, так и за рубеж. Кроме того, компания выпускала и продукцию для строительства — например, металлоконструкции для восстановления Zeitz Auebrücke, повреждённого войной.

### 1945—1986. ZEMAG в ФРГ
После экспроприации в июне 1946 года активов компании на Востоке, работа западного филиала ZEMAG, располагавшегося в городе Кёльн-Эренфельд, была продолжена в 1950 году, уже в качестве отдельной компании. В 1968 году компания переезжает в Нойс, а с 1975 года — располагается в Гревенброхе. В связи с закрытием в 1970-х годах многих угольных шахт и проблем со связанными с ним брикетным оборудованием, компания в те времена начала испытывать большие экономические трудности. В 1983 году компания была распущена. А в 1986 году, после полного исполнения своих обязательств, компания была окончательно закрыта.

### 1945—1990. ZEMAG в Восточной Германии

#### Советское акционерное общество
Ситуация для ZEMAG меняется в 1945 году. Заканчивается Вторая мировая война, Красная Армия оккупирует Восточную Германию. А в июне 1946 года главный завод компании в Цайце был экспроприирован Советской военной администрацией в Германии (СВАГ) без выделения компенсации — как часть репараций, подлежащих выплате в пользу Советского Союза за понесённый ущерб. Завод стал собственностью СССР и работал (вплоть по 1954 год) в качестве советского акционерного общества (Sowjetische Aktiengesellschaft, SAG-Betrieb).

#### Эпоха ГДР
В 1954 году в связи с образованием государства ГДР руководством советской военной администрации завод был передан Народному предприятию (VEB) Zemag Zeitz. В начале 1950-х и до 1960-х годов предприятие Zemag Zeitz, в основном, занималось производством фабрик готового угольного брикета под маркой BF. Также выпускались соледробильные фабрики. Выпущенное Zemag Zeitz оборудование, согласно плану СЭВ, поставлялось не только на предприятия ГДР, но и в другие социалистические страны: Чехословакия, СССР, Венгрия, Болгария.
В 1960-х годах завод входит в Объединение Народных Предприятий (VVB) TAKRAF. В эти годы появилось второе важное направление — выпуск строительных машин. В составе комбината TAKRAF предприятие начало выпускать в большом количестве экскаваторы и грузоподъёмные краны (гусеничные краны, автокраны и башенные краны). Первые строительные машины были чужие (например, VEB Nobas Nordhausen), однако затем появились и машины собственной разработки.
Первая модель экскаваторов, UB-162, серийно выпускавшаяся с 1962 года, была разработана в начале 1960-х годов. В 1966 году завод совместно с ВКТИ Минмонтажспецстроя СССР проводит совместную разработку первой модели дизель-электрического крана на гусеничном ходу RDK 25, унифицированного узлами с советским гусеничным краном МКГ 25. Новый кран существенно отличался от отечественного МКГ 25 собственным ходовым многомоторным устройством. Проводятся испытания первых 12 штук, серийное производство начинается в том же году с крана под № 0013 и ведётся вплоть до 1972 года. С 1972 года выпуск базового RDK 25 прекращён, начат серийный выпуск первой его модификации — RDK 250-1. Первый кран этой серии имеет заводской номер № 1390.
В 1989 году появилась очередная модель крана RDK 400 (грузоподъёмностью 40 тонн) — из серии «RDK».
Всего за свою историю в составе VVB TAKRAF Zemag Zeitz было произведено более 15000 гусеничных кранов RDK и 3900 экскаваторов UB.

### 1990—1996. Приватизация Zemag
- После смены власти в ГДР и последовавшего затем объединения Германии (c 3.10.1990), «Опекунский Совет ФРГ по собственности бывшей ГДР» в 1990 году передал завод в руки новой частной фирме ZEMAG GmbH.
- Произведённые краны марки RDK после разделения TAKRAF и Zemag Zeitz стали называться Zemag RDK, произведённые до раздела — TAKRAF RDK.
- Производством экскаваторов марки UB в объединённой Германии стала заниматься компания Nobas Nordhausen (под маркой Nobas[7]).
- К 1996 году все краны RDK, заказанные компании, были изготовлены и доставлены заказчикам[8].

### Банкротство
Несмотря на ряд мер по рационализации и массовые увольнения, это не удалось сделать. В начале 2001 года ZEMAG GmbH становится банкротом. В тот же год, при значительном сокращении численности персонала, на предприятии была открыта компания ZEMAG-01 GmbH. Этот эксперимент доказал её неустойчивость — в 2004 году эта компания стала неплатежеспособной.
31 декабря 2004 года бывший индустриальный гигант, имевший во времена ГДР несколько тысяч рабочих мест, с более чем 100-летней историей, оказался в глубоком кризисе и после многочисленных неудачных попыток выйти из него и после смены десятка владельцев объявил о своём закрытии. На улице оказались остававшиеся на тот момент 85 человек.

### Преемники
С 4 августа 2008 года существует компания под названием ZEMAG Maschinenbau GmbH — механическая инжиниринговая компания, основанная в Цайце (индустриальный парк Цайц в коммуне Эльстерауэ). Эта новая компания намеревается продолжать более чем 150-летние традиции ZEMAG.

## Деятельность
- В 1980 году число сотрудников предприятия достигло 2500 человек; Zemag стал вторым по величине работодателем в промышленном городе Цайц[3].

### Продукция

#### Краны ADK
- Автомобильные краны под маркой «ADK» (нем. Automobile Dreh Krane — автомобильный поворотный кран) грузоподъёмностью от 8т до 12,5тн, и от 12,5тн до 100тн[12].

Автокраны ADK в основном использовались в ГДР, некоторые модели в небольших количествах поставлялись в страны СЭВ.

##### Базовые модели кранов «ADK»
- серия ADK 125;
- серия ADK 70-0;
- серия ADK 170-0;
- серия ADK 250;
- серия ADK 200T;
- серия ADK 1000 (в рамках сотрудничества TAKRAF и польского завода тяжёлого машиностроения BUMAR).

##### Модификации кранов «ADK»
- серия ADK 250-1;
- серия ADK 200T-1.

#### Краны ML
Башенные краны линейки MoviLift (сокр. ML) серий 100—400 грузоподъёмностью от 1 т до 3,5 т.

#### Краны RDK

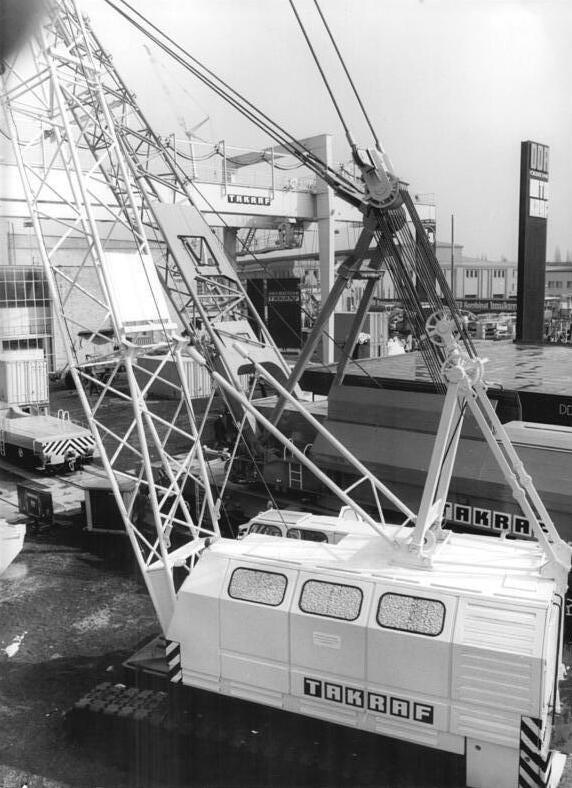
RDK 500 на Лейпцигской ярмарке '84

- Краны на гусеничном ходу под маркой «RDK» (нем. Raupen Dreh Krane — гусеничный поворотный кран) грузоподъёмностью от 25 до 63 т[8];

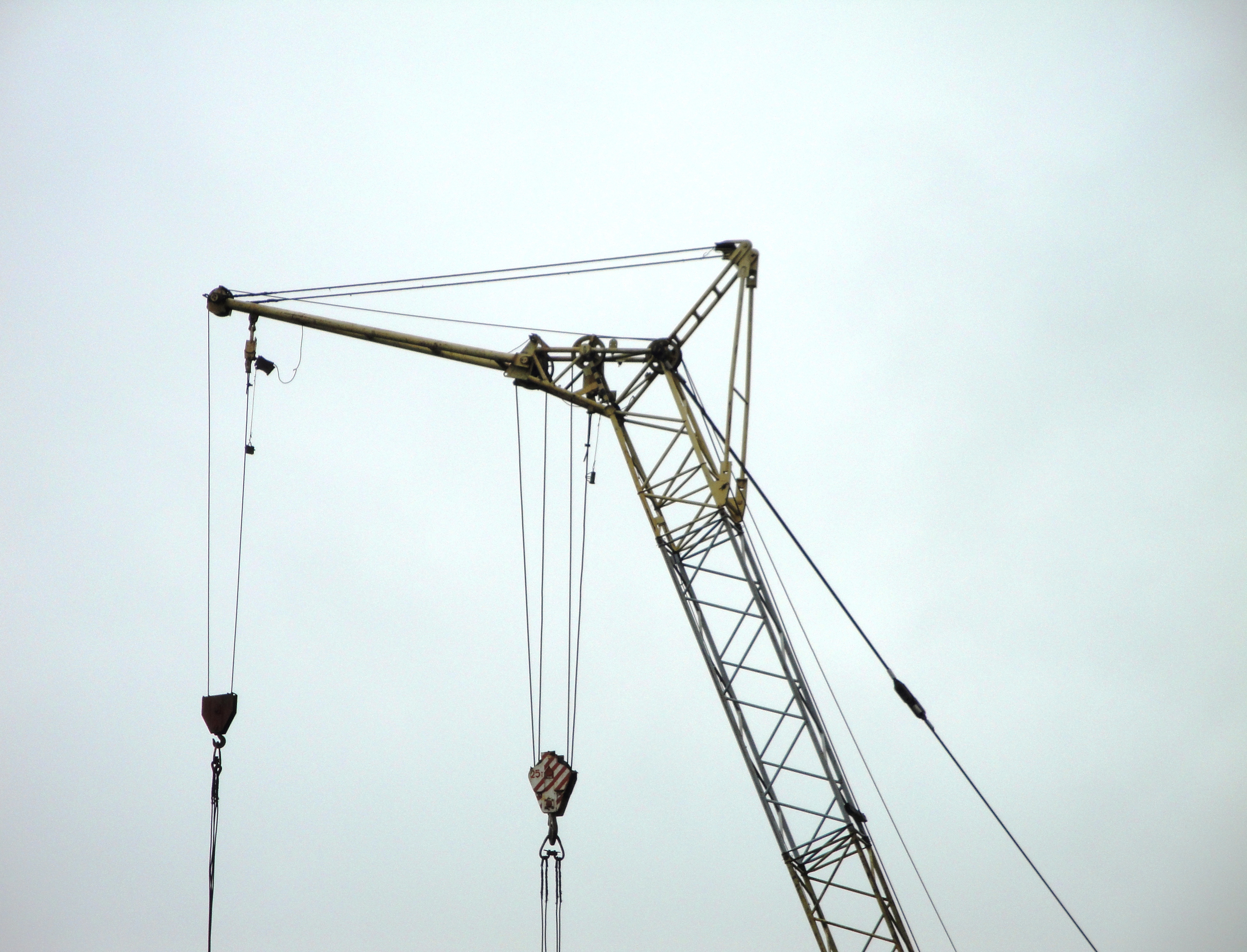
RDK 250-2 на стройке

|  | Модель            | Начало выпуска     | Конец производства | Завод. № (первый)      | Завод. № (последний) |
|  | ----------------- | ------------------ | ------------------ | ---------------------- | -------------------- |
|  | RDK 25            | 1966 год           | 1972 год           | 0013                   | 1389                 |
|  | RDK 280           | 1975 год           | 1977 год           | 1001                   | 1439                 |
|  | RDK 300           | 1982 год           | 1988 год           | 2998                   | 3516                 |
|  | RDK 350, RDK 350U | ограниченная серия |                    | только тест-экземпляры |                      |
|  | RDK 400           | 1989 год           | 1990 год           | 000                    | 122                  |
|  | RDK 500           | 1984 год           | 1986 год           | 001                    | 102                  |
|  | RDK 630           | 1988 год           | 1990 год           | 5100                   | 5165                 |
|  | RDK 800           | 1989 год           | 1990 год           | изучение спроса        | проект не состоялся  |
|  | RDK 1600          | 1987 год           | 1988 год           | изучение спроса        | проект не состоялся  |

|  | Модель          | Начало выпуска | Конец производства | Завод. № (первый)                                                          | Завод. № (последний) |
|  | --------------- | -------------- | ------------------ | -------------------------------------------------------------------------- | -------------------- |
|  | RDK 250-1       | 1972 год       | 1980 год           | 1390                                                                       | 6009                 |
|  | RDK 250-2       | 1980 год       | 1988 год           | 6010                                                                       | 12049                |
|  | RDK 250-3       | 1988 год       | 1990 год           | 12050                                                                      | 13448                |
|  | RDK 250-4 Polar | 1990 год       | 1991 год           | версия ХЛ (для северных районов с температурой окружающей среды до −60 °C) | спецзаказ: 6 штук    |
|  | RDK 280-1       | 1978 год       | 1981 год           | 1440                                                                       |                      |
|  | RDK 300-1       | 1987 год       | 1990 год           | 3516                                                                       | 4073                 |
|  | RDK 500-1       | 1988 год       | 1990 год           | 103                                                                        | 154                  |
|  | RDK 580         | 1989 год       | 1991 год           | 5166                                                                       |                      |
|  | RDK 630-1       | 1989 год       | 1991 год           | 5167                                                                       | 5168                 |

#### Фабрики BF
Предприятием выпускались следующие фабрики:
| Имя | модели       | Год выпуска | Страна поставки |
| --- | ------------ | ----------- | --------------- |
| BF  | «Hidas»      | 1951 год    | ВНР             |
| BF  | «Mariza Ost» | 1958 год    | Болгария        |
| BF  | «West»       | 1959 год    | ?               |
| BF  | «Mitte»      | 1964 год    | ?               |
| BF  | «Tisova»     | 1964 год    | ЧССР            |
| BF  | «Vresova»    | 1968 год    | ЧССР            |
| BF  | «Ost»        | 1975 год    | ?               |

Помимо вышеуказанных, также выпускались фабрики брикетирования: «Größzössen», «Regis», «Böhlen», «Stedten», «Thräna», «Witznitz», «Deutzen», «Meurostolln», «Fortschritt Senftenberg», «Meuro», «Deuben», «Kausche Knappenrode», «Zeißholz», «Phönix», «Rositz», «Bitterfeld».

#### Экскаваторы UB

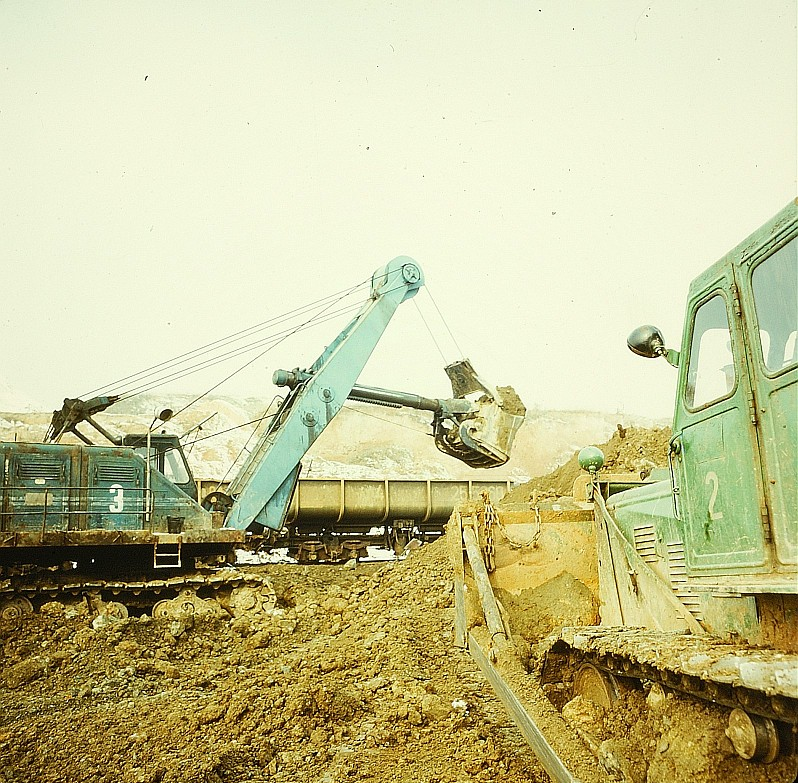
Экскаватор UB 162 и советский трактор Т-100. Fotothek

- Экскаваторы класса 2,5 м³ (на гусеничном и пневмоколёсном ходу) и краны на их базе (на гусеничном ходу) под маркой UB (нем. Universal Bagger — универсальный экскаватор)[13]:
- серии: UB 162 и UB 162-1;
- серия UB 266;
- серии: UB 1412 и UB 1412-1;
- серия UB 1413.

#### Оборудование для угольной отрасли
- Мельницы, прессы, дробилки, а также другое оборудование для бурого угля.

#### Оборудование для «соляной» отрасли
- Соледробильные фабрики.

#### Саморазгружающиеся вагоны
- Саморазгружающиеся вагоны.

### Экспорт кранов

#### Movilift
Помимо поставок внутри страны, башенные краны ML также поставлялись ещё в 9 стран: Россия, Белоруссия, Хорватия, Венгрия, Нидерланды, Франция, Бельгия, Испания, Габон. Всего в период с 1991 года по 1998 год было выпущено 455 кранов.

#### «RDK»
Кроме ГДР, краны RDK специально производились и поставлялись ещё для 16 стран: СССР, Чехословакия, Румыния, Венгрия, Польша, Марокко, КНР, Демократическая Республика Афганистан, Мозамбик, Колумбия, Заир, Сирия, СФРЮ, Австрия, Вьетнам, Гайана.
Служба Импорта-Экспорта TAKRAF (подразделение TAKRAF Export-Import Außenhandel Berlin) для поставок своей продукции на территорию СССР использовала критерий — «для рынка СССР» (согласно действовавшим в те поры положениям регулирующих органов СССР — Госгортехнадзор СССР; соответствия принятым в стране требованиям по грузоподъёмности; потребности в тех или иных механизмах; а также использование некоторых узлов, сделанных в СССР — к примеру, двигателей и дизель-электростанций), в противном случае использовался другой критерий — «для рынков, кроме СССР» (с использованием требований и/или узлов, производившихся в других странах — например, Чехословацких двигателей).
Со стороны СССР, принимавшей организацией выступало Всесоюзное Объединение Машиноимпорт, г. Москва.
Термину «для рынка СССР» соответствовали краны (и их модификации):
- грузоподъёмностью 25 т: RDK 25, RDK 250-1, RDK 250-2, RDK 250-3, RDK 250-4 Polar;
- грузоподъёмностью 40 т: RDK 400
- грузоподъёмностью 58 т: RDK 580 (адаптированный «для рынка СССР» кран RDK 630).

Все остальные краны (грузоподъёмностью 28, 30, 50 и 63 т) были предназначены «для рынков, кроме СССР».